# Антонин из Пьяченцы
Антони́н (умучен в 303 году) — святой мученик из Пьяченцы, воин. Дни памяти — 4 июля, 30 сентября, 13 ноября.

## Биография
Святой Антонин был воином в Фивейском легионе. Согласно преданию, он пострадал в Траво около 303 года.
О нём сообщается в «Похвале святым» (De laude Sanctorum) святого Виктриция Руанского конца IV века, а также в «Мартирологе Иеронима», где указана дата 30 сентября как день его почитания. Возможно, речь идёт о дате рождения.
Менее древняя агиография IX и X веков, такая как «Gesta Sanctorum Antonini, Victoris, Opilii et Gregorii PP. X», содержит его более подробное житие.

## Почитание
В IV веке святой епископ Савин обрёл его мощи. Их исследование предпринималось на протяжении долгого времени: начиная с 1000 года, трудами епископа Зигифреда (Sigifredo). Их также изучали в 1510 году семья Малабайла, в 1562 году Бернардино Скотти, в 1569 году Паоло Бурали д'Ареццо и в 1615 году Клаудио Рангони. Исследование было завершено Джованни Баттиста Скалабрини в период с 1878 по 1879 год.
Святому посвящена базилика Святого Антонина в Пьяченце.
Святой Антонин считается покровителем Пьяченцы, Сант-Антонио, Траво.